# May (pel·lícula)
May és una pel·lícula de terror psicològica nord-americana de 2002 escrita i dirigida per Lucky McKee ien el seu debut com a director. Protagonitzada per Angela Bettis, Jeremy Sisto, Anna Faris i James Duval, la pel·lícula segueix una jove solitària (Bettis) traumatitzada per una infància difícil i la seva cada vegada més desesperada. intenta connectar amb la gent que l'envolta.
May va ser un fracàs de taquilla, però va rebre ressenyes favorables de la crítica, i ara es considera un clàssic de culte.

## Argument
L'assistent veterinària May Canady va viure una infància problemàtica a causa del seu estrabisme. El seu únic "veritable amic" és una nina de vidre anomenada Suzie, que la seva mare va fer i va regalar a May pel seu aniversari amb l'adagi "Si no trobes un amic, fes-ne un". El seu optometrista repara l'ull gandul de May, primer amb ulleres i després amb lents de contacte.
May fa amistat amb el mecànic local Adam i finalment comença a sortir amb ell. Ella es fixa a les seves mans, que considera que són la part més atractiva d'ell. La col·lega lesbiana de May, la Polly, també mostra interès per ella. Un dia, May comenta que la Polly té un coll preciós. Durant el seu coqueteig, la Polly li regala a May un gat com a mascota, Loopy.
May convida l'Adam al seu apartament, on li mostra una pel·lícula, titulada Jack and Jill, que va fer per a la universitat. La pel·lícula mostra dos joves amants que van de pícnic i s'acaben menjant. May es desperta pel canibalisme de la pel·lícula. Mentre es besa apassionadament, mossega el llavi d'Adam, fent-lo sagnar. Pertorbat, Adam marxa bruscament. May crida a la Suzie i la fica a l'armari.
Més tard, May comença a ser voluntària en una escola per a nens cecs, on li agrada una jove hosca anomenada Petey, que li fa un cendrer de fang amb el nom "May" enganxat. Abandonada per Adam, May cedeix als avenços de Polly i comença una breu aventura. May escolta l'Adam dient que està content d'haver pogut desfer-se d'ella. Devastada, visita la Polly, però la troba amb una altra noia anomenada Ambrosia. Quan fins i tot en Loopy es nega a acostar-se a ella, una May enfurismada li llença el cendrer d'en Petey, matant-la i destrossant el cendrer. Ella desenvolupa deliris que la Suzie està parlant amb ella.
May porta la Suzie a l'escola i la presenta als nens cecs com la seva millor amiga. Els nens lluiten per treure la Suzie de la caixa de vidre, destrossant finalment el cas i ferir-se a ells mateixos i a May. May torna a casa devastada amb la nina en ruïnes. L'endemà, coneix un jove punk, que li pregunta si vol portar uns caramels amb ell, cosa que accepta. May admira el tatuatge al braç. A casa seva, descobreix el cadàver de Loopy i anomena a May "un monstre". May es trenca i li clava mortalment al cap. Després de contemplar molt les seves futures accions, May afirma que necessita "més parts".
La nit de Halloween, May es vesteix amb una disfressa casolana semblant a Suzie. Adopta una personalitat normal i va a la casa de la Polly, on li talla la gola amb un parell de bisturís quirúrgics. Quan l'Ambrosia arriba, May la clava a les temples. A continuació, visita l'Adam i la seva nova xicota a casa seva. May els assassina a tots dos amb els bisturís. A casa, dissenya el seu "nou amic", una nina de patchwork de mida real feta amb els braços del punk, el coll de la Polly, les cames de l'Ambrosia, les mans d'Adam, les orelles de la seva xicota i la pell de Loopy per als cabells. Utilitzant les restes trencades del cendrer "MAY" per formar un anagrama, anomena la nina "Amy". S'adona que l'Amy no té ulls i no la pot "veure", així que es treu l'ull mandrós. Plorant de dolor i sagnant, posa l'ull al cap de l'Amy i demana a la nina que la miri. S'enfonsa al llit al costat de la nina i l'acarona. La seva creació cobra vida, i es raspalla la cara amb afecte amb les mans d'Adam.

## Repartiment
- Angela Bettis com a May Dove Canady
  - Chandler Riley Hecht com a jove May Dove Canady
- Jeremy Sisto com Adam Stubbs
- Anna Faris com a Polly
- Nichole Hiltz com a Ambrosia
- James Duval com el noi punk ("Blank")
- Ken Davitian com a metge estranger
- Kevin Gage com a Papa Canady
- Merle Kennedy com a Mama Canady
- Rachel David com a Petey David
- Nora Zehetner com la nova xicota d'Adam Stubbs ("Hoop")
- Will Estes com a Chris, el company d'habitació d'Adam Stubbs

## Banda sonora
May també inclou una banda sonora i cançons originals de Jammes Luckett del grup de rock Poperratic (aleshores conegut com Alien Tempo Experiment 13).
Altres artistes de la banda sonora inclouen The Breeders, The Kelley Deal 6000, H Is Orange, Strangels, Thrill My Wife, The Wedding's Off, Angelo Metz i Tommy James and the Shondells.
Part de la música de Luckett de la pel·lícula es va publicar al CD de 2007 May and Other Selected Works of Jaye Barnes Luckett de La-La Land Records.

## Llançament
May va rebre una estrena limitada a nou sales d'Amèrica del Nord. Al final de la seva execució, la pel·lícula havia recaptat 150.277 dòlars durant el seu recorregut a sales. Finalment va recaptar 634.803 dòlars a tot el món amb el seu pressupost d'1,7 milions de dòlars.

## Recepció crítica
La pel·lícula va rebre crítiques favorables de la crítica. El lloc web de l'agregador de ressenyes Rotten Tomatoes informa que el 70% dels 69 crítics han donat a la pel·lícula una crítica positiva, amb una mitjana de valoració de 6,1/10. El consens crític del lloc afirma que es tracta d'una "pel·lícula slasher per sobre de la mitjana." A Metacritic, que assigna una mitjana ponderada sobre 100 a les ressenyes dels crítics principals, la pel·lícula va rebre una puntuació mitjana de 58 basat en 18 ressenyes.
Els crítics van elogiar la pel·lícula per la seva sensació única alhora que van felicitar la seva brutalitat a través dels ulls d'algú que està tan atrapat en la seva pròpia fantasia. L'actuació de Bettis també va ser elogiada. Roger Ebert va concedir a la pel·lícula quatre estrelles de quatre, i la va qualificar de "una pel·lícula de terror i alguna cosa més i més profunda, quelcom inquietant i estranyament commovedor" i va caracteritzar el desenllaç com "un pla final que faria riure en un altre tipus de pel·lícula, però May s'hi guanya el dret i funciona, i ho entenem". El crític de la revista Variety David Rooney va fer una ressenya que estava més al mig del camí, afirmant que la pel·lícula va tenir "Més èxit quan el personatge del títol finalment s'embarca en la seva sagnant missió que en l'acumulació lenta". El crític de The New York Times Stephen Holden va opinar que "les actuacions són un tall o dos per sobre del que trobaríeu a la pel·lícula slasher. Però al final això és tot".
El 2006, l'Associació de Crítics de Cinema de Chicago va nomenar May la 61a pel·lícula més terrorífica mai feta.
Bloody Disgusting va classificar la pel·lícula en el lloc número 17 a la seva llista de les "20 millors pel·lícules de terror de la dècada", amb l'article que qualifica la pel·lícula "criminalment poc vista en el moment de la seva estrena... La trama en si es gestiona per esquivar les habituals tropes de slasher a mesura que es desenrotlla lentament i inexorablement, tot conduint a una conclusió tranquil·lament inquietant que és tan esfereïdora com a inquietant." Albert Nowicki va incloure la pel·lícula a la seva llista de "millors pel·lícules de Halloween de tots els temps" per a Prime Movies.

### Premis
- Festival Internacional de Cinema Fantastic de Brussel·les:
  - Millor actriu: Angela Bettis
- XXXV Festival Internacional de Cinema Fantàstic de Catalunya::[14]
  - Millor actriu: Angela Bettis
  - Millor guió: Lucky McKee
- Festival de Cinema de Gérardmer:
  - Premi d'estrena: Lucky McKee
- Setmana Internacional del Cinema Fantàstic de Màlaga:
  - Millor actriu: Angela Bettis
  - Millor pel·lícula: Lucky McKee
  - Millor guió: Lucky McKee
  - Premi del Jurat Juvenil - Millor Llargmetratge: Lucky McKee

## Inspiració
Lucky McKee ha afirmat que "Maig no existiria si no fos pel personatge d'Amanda Plummer a El rei pescador.